# Паметник на шестнадесетте и надгробен паметник на Страхил
Паметникът на шестнадесетте и надгробният паметник на Страхил е комплекс от паметници, строени едновременно и придружаващи мемориално-възпоменателния комплекс „Барикадите“. Тържественото им откриване е на 6 юли 1969 г. Изработката е дело на Джоко Радивоевич, като скулпторът отказва да приеме авторски хонорар. Група партизани, четници от бригада „Васил Левски“ води сражение с полицията и жандармерията в местността край река Меде дере в Копривщенското землище, в което са избити, а двама от тях екзекутирани.
Паметникът на 16-те е съграден от врачански камък. Представлява горящ факел, като встрани от него са издълбани образите на 14 партизани, загинали на 8 август 1944 г. в местността „Столовато краище“. За тях и спасилите се двама души поета Веселин Андреев пише своята „Балада за шестнадесетте“. В местността „Петдесятница“ са изобразени, подобно на пламъци вплели своите тела, живо изгорените на 7 август 1944 партизани Вельо Йончев и Кунчо Фитлеков. Лекарят на войсковото подразделение извършва екзекуцията, като изсипва спирт върху двамата партизани и ги запалва живи.
Страхил е партизанското име на Стоян Йорданов Кокалов, роден в село Кръстевич. Той работи и учи в Пловдив и София във време когато става член  на РМС и подада в обкръжението на Малчика. След началото на нападението на нацистка Германия над СССР минава в нелегалност и става партизанин в Средногорието. Загива от раните си в района на „Барикадите“ след битка в село Старосел Пловдивско.
Паметникът на Страхил съдържа освен надгробието му и барелефи на загиналите 8 юли 1944 г. осем души четници в село Старосел от отрядите „Георги Бенковски“ и „Васил Левски“. За композицията са използвани гранитни морени.
| Кунчо Ц. Фитлеков    | 17 г. (село Красново)      |
| Илия Т. Клинков      | 18 г. (село Правище)       |
| Иван С. Джукелов     | 18 г. (село Кръстевич)     |
| Илия Д. Русинов      | 18 г. село Кръстевич)      |
| Савко Д. Савков      | 18 г. (село Беловица)      |
| Андон Н. Ликов       | 18 г. (село Голямо Конаре) |
| Димитър К. Аргипашки | 18 г. (село Голямо Конаре) |
| Стоян А. Калайджиев  | 18 г. (село Кръстевич)     |
| Велко С. Йончев      | 19 г. (село Кръстевич)     |
| Ганчо П. Делов       | 19 г. (село Беловица)      |
| Добри Т. Найденов    | 19 г. (село Беловица)      |
| Атанас Г. Паунов     | 19 г. (село Найден Герово) |
| Никола Н. Христов    | 20 г. (село Кръстевич)     |
| Димитър Н. Чумпов    | 20 г. (село Красново)      |
| Георги С. Колчев     | 41 г. (село Беловица)      |
| Тодор Н. Иванов      | 42 г. (село Беловица)      |